# Andreas Heraf
Andreas Heraf (Bécs, 1967. szeptember 10. –), osztrák válogatott labdarúgó, edző, az osztrák Austria Lustenau vezetőedtője.
Az osztrák válogatott tagjaként részt vett az 1998-as világbajnokságon.
Az osztrák U20-as válogatottat kivezette a 2011-es és a 2015-ös U20-as világbajnokságra.

## Sikerei, díjai
Rapid Wien
- Osztrák bajnok (3): 1986–87, 1987–88, 1995–96
- Osztrák kupa (1): 1986–87
- Osztrák kupa (3): 1986, 1987, 1988

Austria Kärnten
- Osztrák kupa (1): 2000–01